# Gonomyia pinivagata
Gonomyia pinivagata är en tvåvingeart som beskrevs av Alexander 1934. Gonomyia pinivagata ingår i släktet Gonomyia och familjen småharkrankar. Inga underarter finns listade i Catalogue of Life.